# Élections cantonales de 1992 dans le Puy-de-Dôme
Les élections cantonales ont eu lieu les 22 et 29 mars 1992.
Lors de ces élections, 30 des 61 cantons du Puy-de-Dôme ont été renouvelés. Elles ont vu la reconduction de la majorité UDF dirigée par Georges Chometon, remplaçant Pierre Bouchaudy, ancien président du conseil général depuis 1988.

## Résultats à l’échelle du département
Répartition départementale des résultats (2e tour).
- PCF (1,27 %)
- PS (45,74 %)
- RPR (9,27 %)
- UDF (36,38 %)
- DVD (7,34 %)

| Étiquette      | Étiquette                          | Premier tour | Premier tour | Second tour | Second tour | Sièges |
| Étiquette      | Étiquette                          | Voix         | %            | Voix        | %           | Sièges |
| -------------- | ---------------------------------- | ------------ | ------------ | ----------- | ----------- | ------ |
|                | Parti socialiste                   | 45 020       | 29,06        | 50 460      | 45,74       | 6      |
|                | Parti communiste français          | 13 024       | 8,41         | 1 405       | 1,27        | 1      |
|                | Majorité présidentielle            | 2 426        | 1,57         |             |             |        |
|                | Parti radical de gauche            | 611          | 0,39         |             |             |        |
|                | Extrême gauche                     | 148          | 0,10         |             |             |        |
| Gauche         | Gauche                             | 61 229       | 39,53        | 51 865      | 47,01       | 7      |
|                |                                    |              |              |             |             |        |
|                | Union pour la démocratie française | 50 329       | 32,49        | 40 134      | 36,38       | 18     |
|                | Front national                     | 11 864       | 7,66         |             |             |        |
|                | Rassemblement pour la République   | 8 000        | 5,16         | 10 224      | 9,27        | 2      |
|                | Divers droite                      | 7 869        | 5,08         | 8 097       | 7,34        | 3      |
| Droite         | Droite                             | 78 062       | 50,39        | 58 455      | 52,99       | 23     |
|                |                                    |              |              |             |             |        |
|                | Les Verts                          | 13 018       | 8,40         |             |             |        |
|                | Génération écologie                | 2 615        | 1,69         |             |             |        |
| Écologistes    | Écologistes                        | 15 633       | 10,09        |             |             |        |
|                |                                    |              |              |             |             |        |
| Inscrits       | Inscrits                           | 221 810      | 100,00       | 171 952     | 100,00      |        |
| Abstention     | Abstention                         | 58 164       | 26,22        | 54 232      | 31,54       |        |
| Votants        | Votants                            | 163 646      | 73,78        | 117 720     | 68,46       |        |
| Blancs et nuls | Blancs et nuls                     | 8 722        | 5,33         | 7 400       | 6,29        |        |
| Exprimés       | Exprimés                           | 154 924      | 94,67        | 110 320     | 93,71       |        |

## Résultats par canton

### Canton d'Ambert
| Candidats      | Candidats         | Étiquette      | Premier tour | Premier tour |
| Candidats      | Candidats         | Étiquette      | Voix         | %            |
| -------------- | ----------------- | -------------- | ------------ | ------------ |
|                | Georges Chanoine* | UDF            | 2 930        | 51,90        |
|                | Michel Dajoux     | PS             | 1 312        | 23,24        |
|                | Michel Rezig      | PCF            | 596          | 10,56        |
|                | Odette Fraisse    | FN             | 432          | 7,65         |
|                | Guy Laurencon     | Verts          | 375          | 6,64         |
|                |                   |                |              |              |
| Inscrits       | Inscrits          | Inscrits       | 8 700        | 100,00       |
| Abstention     | Abstention        | Abstention     | 2 557        | 29,39        |
| Votants        | Votants           | Votants        | 6 143        | 70,61        |
| Blancs et nuls | Blancs et nuls    | Blancs et nuls | 498          | 8,11         |
| Exprimés       | Exprimés          | Exprimés       | 5 645        | 91,89        |

*sortant

### Canton de Beaumont
| Candidats      | Candidats      | Étiquette      | Premier tour | Premier tour | Second tour | Second tour |
| Candidats      | Candidats      | Étiquette      | Voix         | %            | Voix        | %           |
| -------------- | -------------- | -------------- | ------------ | ------------ | ----------- | ----------- |
|                | Alain Dumeil   | UDF            | 3 608        | 42,55        | 4 210       | 57,93       |
|                | Roger Gardes   | PS             | 2 184        | 25,76        | 3 058       | 42,07       |
|                | Marc Saumureau | Verts          | 1 220        | 14,39        |             |             |
|                | Pascal Vedel   | FN             | 652          | 7,69         |             |             |
|                | Michel Dugay   | PCF            | 420          | 4,95         |             |             |
|                | Yves Dreyfus   | PRG            | 395          | 4,66         |             |             |
|                |                |                |              |              |             |             |
| Inscrits       | Inscrits       | Inscrits       | 12 444       | 100,00       | 12 444      | 100,00      |
| Abstention     | Abstention     | Abstention     | 3 535        | 28,41        | 4 670       | 37,53       |
| Votants        | Votants        | Votants        | 8 909        | 71,59        | 7 774       | 62,47       |
| Blancs et nuls | Blancs et nuls | Blancs et nuls | 430          | 4,83         | 506         | 6,51        |
| Exprimés       | Exprimés       | Exprimés       | 8 479        | 95,17        | 7 268       | 93,49       |

### Canton de Billom
| Candidats      | Candidats           | Étiquette      | Premier tour | Premier tour | Second tour | Second tour |
| Candidats      | Candidats           | Étiquette      | Voix         | %            | Voix        | %           |
| -------------- | ------------------- | -------------- | ------------ | ------------ | ----------- | ----------- |
|                | Jean-Louis Pradier  | UDF            | 1 840        | 41,90        | 2 343       | 56,04       |
|                | Jean-Michel Charlat | PS             | 1 231        | 28,03        | 1 838       | 43,96       |
|                | René Montagner      | PCF            | 608          | 13,85        |             |             |
|                | Pierre Quesne       | Verts          | 456          | 10,38        |             |             |
|                | Richard Raboisson   | FN             | 256          | 5,83         |             |             |
|                |                     |                |              |              |             |             |
| Inscrits       | Inscrits            | Inscrits       | 6 094        | 100,00       | 6 093       | 100,00      |
| Abstention     | Abstention          | Abstention     | 1 484        | 24,35        | 1 647       | 27,03       |
| Votants        | Votants             | Votants        | 4 610        | 75,65        | 4 446       | 72,97       |
| Blancs et nuls | Blancs et nuls      | Blancs et nuls | 219          | 4,75         | 265         | 5,96        |
| Exprimés       | Exprimés            | Exprimés       | 4 391        | 95,25        | 4 181       | 94,04       |

### Canton de Bourg-Lastic
| Candidats      | Candidats          | Étiquette      | Premier tour | Premier tour | Second tour | Second tour |
| Candidats      | Candidats          | Étiquette      | Voix         | %            | Voix        | %           |
| -------------- | ------------------ | -------------- | ------------ | ------------ | ----------- | ----------- |
|                | Armand Blanchet    | UDF            | 1 092        | 42,02        | 1 548       | 58,02       |
|                | Paul Passelaigue*  | PS             | 842          | 32,40        | 1 120       | 41,98       |
|                | Pierrette Loiseau  | PCF            | 359          | 13,81        |             |             |
|                | Jean-Claude Coupat | Verts          | 213          | 8,20         |             |             |
|                | Georges Chatelus   | FN             | 93           | 3,58         |             |             |
|                |                    |                |              |              |             |             |
| Inscrits       | Inscrits           | Inscrits       | 3 303        | 100,00       | 3 301       | 100,00      |
| Abstention     | Abstention         | Abstention     | 579          | 17,53        | 524         | 15,87       |
| Votants        | Votants            | Votants        | 2 724        | 82,47        | 2 777       | 84,13       |
| Blancs et nuls | Blancs et nuls     | Blancs et nuls | 125          | 4,59         | 109         | 3,93        |
| Exprimés       | Exprimés           | Exprimés       | 2 599        | 95,41        | 2 668       | 96,07       |

*sortant

### Canton de Chamalières
| Candidats      | Candidats          | Étiquette      | Premier tour | Premier tour |
| Candidats      | Candidats          | Étiquette      | Voix         | %            |
| -------------- | ------------------ | -------------- | ------------ | ------------ |
|                | Claude Wolff       | UDF            | 5 328        | 65,00        |
|                | Pascal Genet       | PS             | 1 122        | 13,69        |
|                | Claudine Couturier | Verts          | 756          | 9,22         |
|                | Hubert Munier      | FN             | 682          | 8,32         |
|                | Etiennette Combe   | PCF            | 309          | 3,77         |
|                |                    |                |              |              |
| Inscrits       | Inscrits           | Inscrits       | 11 640       | 100,00       |
| Abstention     | Abstention         | Abstention     | 3083         | 26,49        |
| Votants        | Votants            | Votants        | 8 557        | 73,51        |
| Blancs et nuls | Blancs et nuls     | Blancs et nuls | 360          | 4,21         |
| Exprimés       | Exprimés           | Exprimés       | 8 197        | 95,79        |

### Canton de Champeix
| Candidats      | Candidats          | Étiquette      | Premier tour | Premier tour |
| Candidats      | Candidats          | Étiquette      | Voix         | %            |
| -------------- | ------------------ | -------------- | ------------ | ------------ |
|                | Guy Chauvet*       | UDF            | 1 636        | 51,19        |
|                | Luc Tixier         | PS             | 855          | 26,75        |
|                | Jean-Pierre Gustin | PCF            | 236          | 7,38         |
|                | Dominique Combis   | Verts          | 314          | 9,82         |
|                | Marc Lecat         | FN             | 155          | 4,85         |
| Inscrits       | Inscrits           | Inscrits       | 4 534        | 100,00       |
| Abstention     | Abstention         | Abstention     | 1 162        | 25,63        |
| Votants        | Votants            | Votants        | 3 372        | 74,37        |
| Blancs et nuls | Blancs et nuls     | Blancs et nuls | 176          | 5,22         |
| Exprimés       | Exprimés           | Exprimés       | 3 196        | 94,78        |

*sortant

### Canton de Clermont-Ferrand-Sud-Ouest
| Candidats      | Candidats             | Étiquette      | Premier tour | Premier tour | Second tour | Second tour |
| Candidats      | Candidats             | Étiquette      | Voix         | %            | Voix        | %           |
| -------------- | --------------------- | -------------- | ------------ | ------------ | ----------- | ----------- |
|                | Claudine Lafaye       | UDF            | 2 022        | 31,84        | 3 320       | 66,77       |
|                | Dominique Turpin      | DVD            | 1 249        | 19,67        | Retrait     | Retrait     |
|                | Alain Bardot          | PS             | 1 212        | 19,08        | 1 652       | 33,23       |
|                | Claude Jaffres        | FN             | 579          | 9,12         |             |             |
|                | Jean-Claude Besson    | GE             | 572          | 9,01         |             |             |
|                | Jean-Philippe Mangeon | Verts          | 437          | 6,88         |             |             |
|                | Christian Diou        | PCF            | 280          | 4,41         |             |             |
|                |                       |                |              |              |             |             |
| Inscrits       | Inscrits              | Inscrits       | 10 044       | 100,00       | 10 044      | 100,00      |
| Abstention     | Abstention            | Abstention     | 3 445        | 34,30        | 4 732       | 47,11       |
| Votants        | Votants               | Votants        | 6 599        | 65,70        | 5 312       | 52,89       |
| Blancs et nuls | Blancs et nuls        | Blancs et nuls | 248          | 3,76         | 340         | 6,40        |
| Exprimés       | Exprimés              | Exprimés       | 6 351        | 96,24        | 4 972       | 93,60       |

### Canton de Clermont-Ferrand-Nord-Ouest
| Candidats      | Candidats          | Étiquette      | Premier tour | Premier tour | Second tour | Second tour |
| Candidats      | Candidats          | Étiquette      | Voix         | %            | Voix        | %           |
| -------------- | ------------------ | -------------- | ------------ | ------------ | ----------- | ----------- |
|                | Michel Cornil      | UDF            | 2 338        | 37,33        | 2 935       | 53,30       |
|                | Michèle André*     | PS             | 2 071        | 33,07        | 2 572       | 46,70       |
|                | Catherine Bousseau | Verts          | 847          | 13,52        |             |             |
|                | Abel Poitrineau    | FN             | 558          | 8,91         |             |             |
|                | Bernard Jacqueson  | PCF            | 449          | 7,17         |             |             |
|                |                    |                |              |              |             |             |
| Inscrits       | Inscrits           | Inscrits       | 9 126        | 100,00       | 9 126       | 100,00      |
| Abstention     | Abstention         | Abstention     | 2 553        | 27,98        | 3 223       | 35,32       |
| Votants        | Votants            | Votants        | 6 573        | 72,02        | 5 903       | 64,68       |
| Blancs et nuls | Blancs et nuls     | Blancs et nuls | 310          | 4,72         | 396         | 6,71        |
| Exprimés       | Exprimés           | Exprimés       | 6 263        | 95,28        | 5 507       | 93,29       |

*sortant

### Canton de Clermont-Ferrand-Ouest
| Candidats      | Candidats            | Étiquette      | Premier tour | Premier tour | Second tour | Second tour |
| Candidats      | Candidats            | Étiquette      | Voix         | %            | Voix        | %           |
| -------------- | -------------------- | -------------- | ------------ | ------------ | ----------- | ----------- |
|                | Michel Perny*        | RPR            | 1 283        | 38,13        | 1 455       | 53,97       |
|                | Jean-Yves Gouttebel  | PS             | 941          | 27,96        | 1 241       | 46,03       |
|                | Jean-Yves Fafournoux | GE             | 342          | 10,16        |             |             |
|                | Jean Intsaby         | FN             | 307          | 9,12         |             |             |
|                | Jean-Michel Duclos   | Verts          | 287          | 8,53         |             |             |
|                | Nicole Rodriguez     | PCF            | 205          | 6,09         |             |             |
|                |                      |                |              |              |             |             |
| Inscrits       | Inscrits             | Inscrits       | 5 629        | 100,00       | 5 629       | 100,00      |
| Abstention     | Abstention           | Abstention     | 2 132        | 37,88        | 2 773       | 49,26       |
| Votants        | Votants              | Votants        | 3 497        | 62,12        | 2 856       | 50,74       |
| Blancs et nuls | Blancs et nuls       | Blancs et nuls | 132          | 3,77         | 160         | 5,60        |
| Exprimés       | Exprimés             | Exprimés       | 3 365        | 96,23        | 2 696       | 94,40       |

*sortant

### Canton de Clermont-Ferrand-Sud-Est
| Candidats      | Candidats        | Étiquette      | Premier tour | Premier tour | Second tour | Second tour |
| Candidats      | Candidats        | Étiquette      | Voix         | %            | Voix        | %           |
| -------------- | ---------------- | -------------- | ------------ | ------------ | ----------- | ----------- |
|                | Jean Maisonnet*  | PS             | 1 667        | 32,70        | 2 281       | 54,30       |
|                | Philippe Chollet | RPR            | 1 474        | 28,91        | 1 920       | 45,70       |
|                | Robert Wilwertz  | FN             | 519          | 10,18        |             |             |
|                | Louis Virgoulay  | PCF            | 476          | 9,34         |             |             |
|                | Bruno Chaillou   | GE             | 415          | 8,14         |             |             |
|                | Yves Gueydon     | Verts          | 399          | 7,83         |             |             |
|                | Gérald Courtadon | EXG            | 148          | 2,90         |             |             |
|                |                  |                |              |              |             |             |
| Inscrits       | Inscrits         | Inscrits       | 8 305        | 100,00       | 8 305       | 100,00      |
| Abstention     | Abstention       | Abstention     | 2 944        | 35,45        | 3 809       | 45,86       |
| Votants        | Votants          | Votants        | 5 361        | 64,55        | 4 496       | 54,14       |
| Blancs et nuls | Blancs et nuls   | Blancs et nuls | 263          | 4,91         | 295         | 6,56        |
| Exprimés       | Exprimés         | Exprimés       | 5 098        | 95,09        | 4 201       | 93,44       |

*sortant

### Canton de Combronde
| Candidats      | Candidats        | Étiquette      | Premier tour | Premier tour | Second tour | Second tour |
| Candidats      | Candidats        | Étiquette      | Voix         | %            | Voix        | %           |
| -------------- | ---------------- | -------------- | ------------ | ------------ | ----------- | ----------- |
|                | Yvan Delaspre    | DVD            | 1 465        | 43,68        | 1 807       | 54,53       |
|                | Robert Mansat*   | PS             | 1 118        | 33,33        | 1 507       | 45,47       |
|                | Patrick Coquelou | Verts          | 324          | 9,66         |             |             |
|                | Alice Dupont     | FN             | 225          | 6,71         |             |             |
|                | Bernard Nicolau  | PCF            | 222          | 6,62         |             |             |
|                |                  |                |              |              |             |             |
| Inscrits       | Inscrits         | Inscrits       | 4 428        | 100,00       | 4 458       | 100,00      |
| Abstention     | Abstention       | Abstention     | 860          | 19,42        | 917         | 20,57       |
| Votants        | Votants          | Votants        | 3 568        | 80,58        | 3 541       | 79,43       |
| Blancs et nuls | Blancs et nuls   | Blancs et nuls | 214          | 6,00         | 227         | 6,41        |
| Exprimés       | Exprimés         | Exprimés       | 3 354        | 94,00        | 3 314       | 93,59       |

*sortant

### Canton de Cournon-d'Auvergne
| Candidats      | Candidats             | Étiquette      | Premier tour | Premier tour | Second tour | Second tour |
| Candidats      | Candidats             | Étiquette      | Voix         | %            | Voix        | %           |
| -------------- | --------------------- | -------------- | ------------ | ------------ | ----------- | ----------- |
|                | Catherine Guy-Quint   | PS             | 3 028        | 36,47        | 3 671       | 48,90       |
|                | Michel Gardet         | DVD            | 2 933        | 35,33        | 3 836       | 51,10       |
|                | Patrice Chabanet      | FN             | 686          | 8,26         |             |             |
|                | Dany Jouve            | Verts          | 631          | 7,60         |             |             |
|                | Louis Deyvaux Gassier | GE             | 605          | 7,29         |             |             |
|                | Bernard Comptour      | PCF            | 419          | 5,05         |             |             |
|                |                       |                |              |              |             |             |
| Inscrits       | Inscrits              | Inscrits       | 12 042       | 100,00       | 12 042      | 100,00      |
| Abstention     | Abstention            | Abstention     | 3 243        | 26,93        | 3 928       | 32,62       |
| Votants        | Votants               | Votants        | 8 799        | 73,07        | 8 114       | 67,38       |
| Blancs et nuls | Blancs et nuls        | Blancs et nuls | 497          | 5,65         | 607         | 7,48        |
| Exprimés       | Exprimés              | Exprimés       | 8 302        | 94,35        | 7 507       | 92,52       |

### Canton de Cunlhat
| Candidats      | Candidats        | Étiquette      | Premier tour | Premier tour | Second tour | Second tour |
| Candidats      | Candidats        | Étiquette      | Voix         | %            | Voix        | %           |
| -------------- | ---------------- | -------------- | ------------ | ------------ | ----------- | ----------- |
|                | Jacques Mottin   | UDF            | 666          | 44,61        | 805         | 53,31       |
|                | Henri Rigal*     | PS             | 644          | 43,13        | 705         | 46,69       |
|                | Jacqueline Jouve | PCF            | 136          | 9,11         |             |             |
|                | Claude Moulin    | FN             | 47           | 3,15         |             |             |
|                |                  |                |              |              |             |             |
| Inscrits       | Inscrits         | Inscrits       | 1 940        | 100,00       | 1 940       | 100,00      |
| Abstention     | Abstention       | Abstention     | 317          | 16,34        | 368         | 18,97       |
| Votants        | Votants          | Votants        | 1 623        | 83,66        | 1 572       | 81,03       |
| Blancs et nuls | Blancs et nuls   | Blancs et nuls | 130          | 8,01         | 62          | 3,94        |
| Exprimés       | Exprimés         | Exprimés       | 1 493        | 91,99        | 1 510       | 96,06       |

*sortant

### Canton d'Issoire
| Candidats      | Candidats               | Étiquette      | Premier tour | Premier tour | Second tour | Second tour |
| Candidats      | Candidats               | Étiquette      | Voix         | %            | Voix        | %           |
| -------------- | ----------------------- | -------------- | ------------ | ------------ | ----------- | ----------- |
|                | Pierre Pascallon        | RPR            | 3 598        | 37,31        | 4 653       | 52,02       |
|                | Jacques Lavédrine*      | PS             | 3 225        | 33,44        | 4 291       | 47,98       |
|                | René Burias             | Verts          | 755          | 7,83         |             |             |
|                | Jean Dumolin du Fraisse | PS             | 747          | 7,75         |             |             |
|                | Herve Guilbert          | FN             | 660          | 6,84         |             |             |
|                | Jean-Claude Daffix      | PCF            | 658          | 6,82         |             |             |
|                |                         |                |              |              |             |             |
| Inscrits       | Inscrits                | Inscrits       | 14 019       | 100,00       | 14 002      | 100,00      |
| Abstention     | Abstention              | Abstention     | 3 774        | 26,92        | 4 340       | 31,00       |
| Votants        | Votants                 | Votants        | 10 245       | 73,08        | 9 662       | 69,00       |
| Blancs et nuls | Blancs et nuls          | Blancs et nuls | 602          | 5,88         | 718         | 7,43        |
| Exprimés       | Exprimés                | Exprimés       | 9 643        | 94,12        | 8 944       | 92,57       |

*sortant

### Canton de La Tour-d'Auvergne
| Candidats      | Candidats         | Étiquette      | Premier tour | Premier tour | Second tour | Second tour |
| Candidats      | Candidats         | Étiquette      | Voix         | %            | Voix        | %           |
| -------------- | ----------------- | -------------- | ------------ | ------------ | ----------- | ----------- |
|                | Henri Boyer       | UDF            | 1 031        | 44,04        | 1 275       | 54,28       |
|                | Paul Gayt         | PS             | 945          | 40,37        | 1 074       | 45,72       |
|                | Hervé de Puytorac | PS             | 267          | 11,41        |             |             |
|                | Ghislaine Winum   | FN             | 50           | 2,14         |             |             |
|                | Jacques Tournade  | PCF            | 48           | 2,05         |             |             |
|                |                   |                |              |              |             |             |
| Inscrits       | Inscrits          | Inscrits       | 3 243        | 100,00       | 3 243       | 100,00      |
| Abstention     | Abstention        | Abstention     | 812          | 25,04        | 830         | 25,59       |
| Votants        | Votants           | Votants        | 2 431        | 74,96        | 2 413       | 74,41       |
| Blancs et nuls | Blancs et nuls    | Blancs et nuls | 90           | 3,70         | 64          | 2,65        |
| Exprimés       | Exprimés          | Exprimés       | 2 341        | 96,30        | 2 349       | 97,35       |

### Canton de Lezoux
| Candidats      | Candidats                 | Étiquette      | Premier tour | Premier tour |
| Candidats      | Candidats                 | Étiquette      | Voix         | %            |
| -------------- | ------------------------- | -------------- | ------------ | ------------ |
|                | Marie-Gabrielle Gagnadre* | UDF            | 3 393        | 54,38        |
|                | Monique Bosloup-Rougier   | PS             | 1 395        | 22,36        |
|                | Jacques Berthot           | Verts          | 551          | 8,83         |
|                | Yvonne Chamalet           | FN             | 523          | 8,38         |
|                | Claude Tizorin            | PCF            | 377          | 6,04         |
|                |                           |                |              |              |
| Inscrits       | Inscrits                  | Inscrits       | 8 633        | 100,00       |
| Abstention     | Abstention                | Abstention     | 2 054        | 23,79        |
| Votants        | Votants                   | Votants        | 6 579        | 76,21        |
| Blancs et nuls | Blancs et nuls            | Blancs et nuls | 340          | 5,17         |
| Exprimés       | Exprimés                  | Exprimés       | 6 239        | 94,83        |

*sortant

### Canton de Manzat
| Candidats      | Candidats           | Étiquette      | Premier tour | Premier tour | Second tour | Second tour |
| Candidats      | Candidats           | Étiquette      | Voix         | %            | Voix        | %           |
| -------------- | ------------------- | -------------- | ------------ | ------------ | ----------- | ----------- |
|                | André Neyrat*       | PS             | 2 360        | 45,85        | 2 702       | 55,17       |
|                | Francois Maeder     | RPR            | 1 645        | 31,96        | 2 196       | 44,83       |
|                | Jean-Pierre Farges  | FN             | 444          | 8,63         |             |             |
|                | Philippe Falvard    | Verts          | 384          | 7,46         |             |             |
|                | Dominique Rossignol | PCF            | 314          | 6,10         |             |             |
|                |                     |                |              |              |             |             |
| Inscrits       | Inscrits            | Inscrits       | 7 116        | 100,00       | 7 176       | 100,00      |
| Abstention     | Abstention          | Abstention     | 1 636        | 22,99        | 1 941       | 27,05       |
| Votants        | Votants             | Votants        | 5 480        | 77,01        | 5 235       | 72,95       |
| Blancs et nuls | Blancs et nuls      | Blancs et nuls | 333          | 6,08         | 337         | 6,44        |
| Exprimés       | Exprimés            | Exprimés       | 5 147        | 93,92        | 4 898       | 93,56       |

*sortant

### Canton de Montaigut
| Candidats      | Candidats      | Étiquette      | Premier tour | Premier tour | Second tour | Second tour |
| Candidats      | Candidats      | Étiquette      | Voix         | %            | Voix        | %           |
| -------------- | -------------- | -------------- | ------------ | ------------ | ----------- | ----------- |
|                | Michel Duval   | UDF            | 2 282        | 45,51        | 2 785       | 52,61       |
|                | Jean Michel*   | PS             | 1 883        | 37,55        | 2 509       | 47,39       |
|                | Maurice Colas  | PCF            | 661          | 13,18        |             |             |
|                | Yves Sevestre  | FN             | 188          | 3,75         |             |             |
|                |                |                |              |              |             |             |
| Inscrits       | Inscrits       | Inscrits       | 7 242        | 100,00       | 7 239       | 100,00      |
| Abstention     | Abstention     | Abstention     | 1 886        | 26,04        | 1 700       | 23,48       |
| Votants        | Votants        | Votants        | 5 356        | 73,96        | 5 539       | 76,52       |
| Blancs et nuls | Blancs et nuls | Blancs et nuls | 342          | 6,39         | 245         | 4,42        |
| Exprimés       | Exprimés       | Exprimés       | 5 014        | 93,61        | 5 294       | 95,58       |

*sortant

### Canton de Pionsat
| Candidats      | Candidats            | Étiquette      | Premier tour | Premier tour | Second tour | Second tour |
| Candidats      | Candidats            | Étiquette      | Voix         | %            | Voix        | %           |
| -------------- | -------------------- | -------------- | ------------ | ------------ | ----------- | ----------- |
|                | Edmond Vacant        | PS             | 1 019        | 49,63        | 1 201       | 57,71       |
|                | Jean Prevost         | DVD            | 817          | 39,80        | 880         | 42,29       |
|                | Thierry Marbezy      | PCF            | 176          | 8,57         |             |             |
|                | Anne-Louise Blanchet | FN             | 41           | 2,00         |             |             |
|                |                      |                |              |              |             |             |
| Inscrits       | Inscrits             | Inscrits       | 2 670        | 100,00       | 2 669       | 100,00      |
| Abstention     | Abstention           | Abstention     | 512          | 19,18        | 505         | 18,92       |
| Votants        | Votants              | Votants        | 2 158        | 80,82        | 2 164       | 81,08       |
| Blancs et nuls | Blancs et nuls       | Blancs et nuls | 105          | 4,87         | 83          | 3,84        |
| Exprimés       | Exprimés             | Exprimés       | 2 053        | 95,13        | 2 081       | 96,16       |

### Canton de Pont-du-Château
| Candidats      | Candidats          | Étiquette      | Premier tour | Premier tour |
| Candidats      | Candidats          | Étiquette      | Voix         | %            |
| -------------- | ------------------ | -------------- | ------------ | ------------ |
|                | Michel Cartaud*    | UDF            | 4 415        | 50,54        |
|                | Lucien Chaudagne   | PS             | 1 547        | 17,71        |
|                | Robert Charbonnier | Verts          | 1 386        | 15,87        |
|                | Daniel Page        | FN             | 864          | 9,89         |
|                | Michel Bouchet     | PCF            | 524          | 6,00         |
|                |                    |                |              |              |
| Inscrits       | Inscrits           | Inscrits       | 12 546       | 100,00       |
| Abstention     | Abstention         | Abstention     | 3 283        | 26,17        |
| Votants        | Votants            | Votants        | 9 263        | 73,83        |
| Blancs et nuls | Blancs et nuls     | Blancs et nuls | 527          | 5,69         |
| Exprimés       | Exprimés           | Exprimés       | 8 736        | 94,31        |

*sortant

### Canton de Randan
| Candidats      | Candidats                   | Étiquette      | Premier tour | Premier tour | Second tour | Second tour |
| Candidats      | Candidats                   | Étiquette      | Voix         | %            | Voix        | %           |
| -------------- | --------------------------- | -------------- | ------------ | ------------ | ----------- | ----------- |
|                | Jean-Francisque Chaux*      | PS             | 1 469        | 47,63        | 1 572       | 51,68       |
|                | Jean Viallard               | UDF            | 1 160        | 37,61        | 1 470       | 48,32       |
|                | Eric Charmet                | Verts          | 178          | 5,77         |             |             |
|                | Bernard de Vimal du Bouchet | FN             | 167          | 5,42         |             |             |
|                | René Ginestiere             | PCF            | 110          | 3,57         |             |             |
|                |                             |                |              |              |             |             |
| Inscrits       | Inscrits                    | Inscrits       | 4 143        | 100,00       | 4 130       | 100,00      |
| Abstention     | Abstention                  | Abstention     | 889          | 21,46        | 962         | 23,29       |
| Votants        | Votants                     | Votants        | 3 254        | 78,54        | 3 168       | 76,71       |
| Blancs et nuls | Blancs et nuls              | Blancs et nuls | 170          | 5,22         | 126         | 3,98        |
| Exprimés       | Exprimés                    | Exprimés       | 3 084        | 94,78        | 3 042       | 96,02       |

*sortant

### Canton de Riom-Est
| Candidats      | Candidats          | Étiquette      | Premier tour | Premier tour | Second tour | Second tour |
| Candidats      | Candidats          | Étiquette      | Voix         | %            | Voix        | %           |
| -------------- | ------------------ | -------------- | ------------ | ------------ | ----------- | ----------- |
|                | Claude Liebermann* | UDF            | 3 323        | 41,56        | 3 866       | 56,00       |
|                | Jean-Pierre Agier  | PS             | 2 037        | 25,48        | 3 038       | 44,00       |
|                | Olivier Clavaud    | Verts          | 1 064        | 13,31        |             |             |
|                | Louis Letalenet    | FN             | 853          | 10,67        |             |             |
|                | Guy Godet          | PCF            | 719          | 8,99         |             |             |
|                |                    |                |              |              |             |             |
| Inscrits       | Inscrits           | Inscrits       | 11 466       | 100,00       | 11 467      | 100,00      |
| Abstention     | Abstention         | Abstention     | 2 970        | 25,90        | 3 916       | 34,15       |
| Votants        | Votants            | Votants        | 8 496        | 74,10        | 7 551       | 65,85       |
| Blancs et nuls | Blancs et nuls     | Blancs et nuls | 500          | 5,89         | 647         | 8,57        |
| Exprimés       | Exprimés           | Exprimés       | 7 996        | 94,11        | 6 904       | 91,43       |

*sortant

### Canton de Saint-Amant-Roche-Savine
| Candidats      | Candidats         | Étiquette      | Premier tour | Premier tour |
| Candidats      | Candidats         | Étiquette      | Voix         | %            |
| -------------- | ----------------- | -------------- | ------------ | ------------ |
|                | André Chassaigne* | PCF            | 569          | 54,35        |
|                | Pierre Pouget     | UDF            | 395          | 37,73        |
|                | Gérard Cornou     | PS             | 66           | 6,30         |
|                | Guy Levadoux      | FN             | 17           | 1,62         |
|                |                   |                |              |              |
| Inscrits       | Inscrits          | Inscrits       | 1 334        | 100,00       |
| Abstention     | Abstention        | Abstention     | 240          | 17,99        |
| Votants        | Votants           | Votants        | 1 094        | 82,01        |
| Blancs et nuls | Blancs et nuls    | Blancs et nuls | 47           | 4,30         |
| Exprimés       | Exprimés          | Exprimés       | 1 047        | 95,70        |

*sortant

### Canton de Saint-Germain-l'Herm
| Candidats      | Candidats         | Étiquette      | Premier tour | Premier tour |
| Candidats      | Candidats         | Étiquette      | Voix         | %            |
| -------------- | ----------------- | -------------- | ------------ | ------------ |
|                | Georges Chometon* | UDF            | 923          | 51,85        |
|                | Nicole Faye       | PS             | 542          | 30,45        |
|                | Joseph Chalimbaud | PCF            | 206          | 11,57        |
|                | André Jean        | FN             | 109          | 6,12         |
|                |                   |                |              |              |
| Inscrits       | Inscrits          | Inscrits       | 2 523        | 100,00       |
| Abstention     | Abstention        | Abstention     | 670          | 26,56        |
| Votants        | Votants           | Votants        | 1 853        | 73,44        |
| Blancs et nuls | Blancs et nuls    | Blancs et nuls | 73           | 3,94         |
| Exprimés       | Exprimés          | Exprimés       | 1 780        | 96,06        |

*sortant

### Canton de Saint-Gervais-d'Auvergne
| Candidats      | Candidats        | Étiquette      | Premier tour | Premier tour | Second tour | Second tour |
| Candidats      | Candidats        | Étiquette      | Voix         | %            | Voix        | %           |
| -------------- | ---------------- | -------------- | ------------ | ------------ | ----------- | ----------- |
|                | Lucien Gauvin    | DVD            | 1 127        | 37,07        | 1 574       | 52,84       |
|                | Michel Girard    | PCF            | 701          | 23,06        | 1 405       | 47,16       |
|                | Jean-Marie Borot | PS             | 569          | 18,72        | Retrait     | Retrait     |
|                | René Poumerol    | PS             | 290          | 9,54         |             |             |
|                | Marc Pinguet     | DVD            | 278          | 9,14         |             |             |
|                | Danielle Parisel | FN             | 75           | 2,47         |             |             |
|                |                  |                |              |              |             |             |
| Inscrits       | Inscrits         | Inscrits       | 4 012        | 100,00       | 4 011       | 100,00      |
| Abstention     | Abstention       | Abstention     | 848          | 21,14        | 926         | 23,09       |
| Votants        | Votants          | Votants        | 3 164        | 78,86        | 3 085       | 76,91       |
| Blancs et nuls | Blancs et nuls   | Blancs et nuls | 124          | 3,92         | 106         | 3,44        |
| Exprimés       | Exprimés         | Exprimés       | 3 040        | 96,08        | 2 979       | 96,56       |

### Canton de Saint-Rémy-sur-Durolle
| Candidats      | Candidats            | Étiquette      | Premier tour | Premier tour | Second tour | Second tour |
| Candidats      | Candidats            | Étiquette      | Voix         | %            | Voix        | %           |
| -------------- | -------------------- | -------------- | ------------ | ------------ | ----------- | ----------- |
|                | Jean-Jacques Bournel | PS             | 2 158        | 41,10        | 2 688       | 50,97       |
|                | Joseph Faye          | UDF            | 2 008        | 38,25        | 2 586       | 49,03       |
|                | Serge Magnol         | FN             | 502          | 9,56         |             |             |
|                | Hubert Constancias   | Verts          | 323          | 6,15         |             |             |
|                | Josette Deshomades   | PCF            | 259          | 4,93         |             |             |
|                |                      |                |              |              |             |             |
| Inscrits       | Inscrits             | Inscrits       | 7 208        | 100,00       | 7 208       | 100,00      |
| Abstention     | Abstention           | Abstention     | 1 612        | 22,36        | 1 693       | 23,49       |
| Votants        | Votants              | Votants        | 5 596        | 77,64        | 5 515       | 76,51       |
| Blancs et nuls | Blancs et nuls       | Blancs et nuls | 346          | 6,18         | 241         | 4,37        |
| Exprimés       | Exprimés             | Exprimés       | 5 250        | 93,82        | 5 274       | 95,63       |

### Canton de Sauxillanges
| Candidats      | Candidats            | Étiquette      | Premier tour | Premier tour | Second tour | Second tour |
| Candidats      | Candidats            | Étiquette      | Voix         | %            | Voix        | %           |
| -------------- | -------------------- | -------------- | ------------ | ------------ | ----------- | ----------- |
|                | André Brugère*       | PS             | 1 398        | 43,02        | 1 653       | 55,41       |
|                | Francois Cregut      | UDF            | 1 077        | 33,14        | 1 330       | 44,59       |
|                | Raymond Astier       | GE             | 433          | 13,32        |             |             |
|                | Bernard Gilbert      | PCF            | 179          | 5,51         |             |             |
|                | Christian Mas du Puy | FN             | 163          | 5,02         |             |             |
|                |                      |                |              |              |             |             |
| Inscrits       | Inscrits             | Inscrits       | 4 577        | 100,00       | 4 577       | 100,00      |
| Abstention     | Abstention           | Abstention     | 1 113        | 24,32        | 1 387       | 30,30       |
| Votants        | Votants              | Votants        | 3 464        | 75,68        | 3 190       | 69,70       |
| Blancs et nuls | Blancs et nuls       | Blancs et nuls | 214          | 6,18         | 207         | 6,49        |
| Exprimés       | Exprimés             | Exprimés       | 3 250        | 93,82        | 2 983       | 93,51       |

*sortant

### Canton de Thiers
| Candidats      | Candidats             | Étiquette      | Premier tour | Premier tour | Second tour | Second tour |
| Candidats      | Candidats             | Étiquette      | Voix         | %            | Voix        | %           |
| -------------- | --------------------- | -------------- | ------------ | ------------ | ----------- | ----------- |
|                | Jean-Marc Chartoire   | UDF            | 2 714        | 36,75        | 3 915       | 52,81       |
|                | Maurice Adevah-Poeuf* | PS             | 2 700        | 36,56        | 3 499       | 47,19       |
|                | Jacques Chanet        | FN             | 843          | 11,41        |             |             |
|                | Guy Pailler           | PCF            | 409          | 5,54         |             |             |
|                | Jean-Marc Pineau      | Verts          | 256          | 3,47         |             |             |
|                | Francis Sanchez       | GE             | 248          | 3,36         |             |             |
|                | Marie-Michelle Bayle  | PRG            | 216          | 2,92         |             |             |
|                |                       |                |              |              |             |             |
| Inscrits       | Inscrits              | Inscrits       | 10 551       | 100,00       | 10 549      | 100,00      |
| Abstention     | Abstention            | Abstention     | 2 760        | 26,16        | 2 678       | 25,39       |
| Votants        | Votants               | Votants        | 7 791        | 73,84        | 7 871       | 74,61       |
| Blancs et nuls | Blancs et nuls        | Blancs et nuls | 405          | 5,20         | 457         | 5,81        |
| Exprimés       | Exprimés              | Exprimés       | 7 386        | 94,80        | 7 414       | 94,19       |

*sortant

### Canton de Veyre-Monton
| Candidats      | Candidats            | Étiquette      | Premier tour | Premier tour | Second tour | Second tour |
| Candidats      | Candidats            | Étiquette      | Voix         | %            | Voix        | %           |
| -------------- | -------------------- | -------------- | ------------ | ------------ | ----------- | ----------- |
|                | Pierre Chabrillat*   | UDF            | 4 057        | 39,27        | 4 888       | 55,35       |
|                | Jean-Pierre Decombas | PS             | 2 518        | 24,38        | 3 943       | 44,65       |
|                | Alain Cuerq          | PCF            | 1 858        | 17,99        | Retrait     | Retrait     |
|                | Richard Vogl         | Verts          | 1 157        | 11,20        |             |             |
|                | Maurice Sabatier     | FN             | 740          | 7,16         |             |             |
|                |                      |                |              |              |             |             |
| Inscrits       | Inscrits             | Inscrits       | 14 273       | 100,00       | 14 275      | 100,00      |
| Abstention     | Abstention           | Abstention     | 3 390        | 23,75        | 4 684       | 32,81       |
| Votants        | Votants              | Votants        | 10 883       | 76,25        | 9 591       | 67,19       |
| Blancs et nuls | Blancs et nuls       | Blancs et nuls | 553          | 5,08         | 760         | 7,92        |
| Exprimés       | Exprimés             | Exprimés       | 10 330       | 94,92        | 8 831       | 92,08       |

*sortant

### Canton de Vic-le-Comte
| Candidats      | Candidats       | Étiquette      | Premier tour | Premier tour | Second tour | Second tour |
| Candidats      | Candidats       | Étiquette      | Voix         | %            | Voix        | %           |
| -------------- | --------------- | -------------- | ------------ | ------------ | ----------- | ----------- |
|                | Roger Blanc     | UDF            | 2 091        | 35,71        | 2 858       | 51,94       |
|                | Henri Bertrand  | PS             | 2 084        | 35,59        | 2 645       | 48,06       |
|                | Hervé Mantelet  | Verts          | 705          | 12,04        |             |             |
|                | André Bellerose | PCF            | 541          | 9,24         |             |             |
|                | René Faurot     | FN             | 434          | 7,41         |             |             |
|                |                 |                |              |              |             |             |
| Inscrits       | Inscrits        | Inscrits       | 8 025        | 100,00       | 8 024       | 100,00      |
| Abstention     | Abstention      | Abstention     | 1 821        | 22,69        | 2 079       | 25,91       |
| Votants        | Votants         | Votants        | 6 204        | 77,31        | 5 945       | 74,09       |
| Blancs et nuls | Blancs et nuls  | Blancs et nuls | 349          | 5,63         | 442         | 7,43        |
| Exprimés       | Exprimés        | Exprimés       | 5 855        | 94,37        | 5 503       | 92,57       |